# 箱物行政
箱物行政（はこものぎょうせい、ハコモノ行政とも）とは、有効活用されていない非効率な公共施設（箱物）を建設する国や地方公共団体の行政・政策を批判的に表した表現のこと。

## 概要
日本において、国や地方公共団体などの行政機関が行った公共事業のなかには、施設や建造物の整備（設置すること）そのものが目的になり、計画や運用で本来明確にすべき「それを何に利用するか」や「どのように活用するか」が十分に検討されないまま事業を進めた結果、整備された施設が有効に活用されないばかりか維持管理の後年度負担が財政に悪影響を及ぼす非効率で無駄な事業となる事例が見られる。このように資材や機材を投入して建設することが第一義となり事業の便益を考慮しない行政手法を批判的に述べた用語で、そのような経緯で建設された施設を箱物と呼ぶことに由来する。
1970年代当初に400館ほどしかなかった公立文化施設は、1990年代末には約3000館に達したが、バブル崩壊により、作りすぎて用途が無い箱物施設が問題になった。バブル時代には各地で公営水族館が建設されたが、設備の寿命が30年とされるなかで景気後退により修繕費が捻出できず、2020年ごろから閉園が相次いでいる。

## 箱物処理方法
箱物をそのまま民間へ払い下げ（売却）する方法と、箱物の所有権は維持したまま運営権だけを民営に委ねる方法がある。